# Now (álbum de Fireflight)
Now —en español: «Ahora»— es el quinto álbum de estudio de larga duración, lanzado el 6 de marzo de 2012 en Essential Records. Cronológicamente es el cuarto álbum de larga duración y no-independiente lanzado por la banda de Rock cristiano Fireflight. Es el álbum con las ventas más rápidas y posicionamiento más alto de la banda.
"NOW es un llamado a ir más allá de tus circunstancias. No aceptar las cosas como son porque la vida es difícil o tú has sido herido en el pasado. Se señala a Dios como tu refugio, que no sólo ofrece un lugar de seguridad y comodidad, sino que también te reta a salir afuera de tu zona de comodidades... a unirse a algo más grande que sí mismo." 'Glenn Drennen, guitarrista de Fireflight, explica lo que significa el álbum Now.'

## Lista de canciones
| N.º | Título                    | Escritor(es)                                       | Duración |  |
| 1.  | «Stay Close»              | Fireflight; Rob Graves; Jasen Rauch                | 3:28     |  |
| 2.  | «Ignite»                  | Fireflight; Joe Rickard; Josh Baker; Mark Holman   | 2:56     |  |
| 3.  | «Escape»                  | Fireflight; Dave Stovall; Mark Holman; Jasen Rauch | 4:21     |  |
| 4.  | «He Weeps»                | Fireflight; Ben Glover                             | 3:36     |  |
| 5.  | «Keeping Me Alive»        | Fireflight; Jasen Rauch                            | 3:55     |  |
| 6.  | «Stronger Than You Think» | Fireflight; Ben Glover; Jasen Rauch                | 3:41     |  |
| 7.  | «Prove Me Wrong»          |                                                    | 3:33     |  |
| 8.  | «Dying For Your Love»     | Fireflight; Rob Hawkins                            | 3:21     |  |
| 9.  | «Rise Above»              | Fireflight; Rob Graves; Jasen Rauch                | 4:29     |  |
| 10. | «Now»                     | Freflight; Ben Glover                              | 2:49     |  |

| iTunes Bonus Track (Sólo Pre-Ordenadas) |                                     |                                     |          |  |
| N.º                                     | Título                              | Escritor(es)                        | Duración |  |
| 11.                                     | «Stay Close (Crash and Burn Remix)» | Fireflight; Rob Graves; Jasen Rauch | 3:46     |  |

### Posiciones
| Listas (2012)                     | Posición más alta |
| --------------------------------- | ----------------- |
| U.S. Billboard 200                | 51                |
| U.S. Billboard Rock Albums        | 14                |
| U.S. Billboard Alternative Albums | 9                 |
| U.S. Billboard Independent Albums | 7                 |
| U.S. Billboard Christian Albums   | 1                 |

## Integrantes
- Dawn Michele – Vocalista
- Justin Cox – Guitarra líder, Corista
- Wendy Drennen – Bajo
- Adam McMillion – Batería
- Glenn Drennen – Guitarra eléctrica